# Cypr na Letnich Igrzyskach Olimpijskich 1992
Cypr na Letnich Igrzyskach Olimpijskich 1992 w Barcelonie reprezentowało 17 zawodników: 13 mężczyzn i 4 kobiety. Najmłodszym olimpijczykiem była gimnastyczka Elena Chadzisawa (14 lat 335 dni), a najstarszym strzelec Dimitrios Lordos (46 lat 271 dni)
Był to czwarty start reprezentacji Cypru na letnich igrzyskach olimpijskich.

## Gimnastyka artystyczna
Kobiety
- Anna Kimonos – indywidualnie (38. miejsce)
- Elena Chadzisawa – indywidualnie (42. miejsce)

## Judo
Mężczyźni
- Christodulos Katsinioridis – waga półśrednia (18. miejsce)
- Ilias Joanu – waga pół lekka (24. miejsce)

## Lekkoatletyka
Kobiety
- Andri Awraam – bieg na 10000 metrów (odpadła w eliminacjach)
- Eli Ewangelidu – pchnięcie kulą (17. miejsce)

Mężczyźni
- Janis Zisimidis – bieg na 100 metrów (odpadł w eliminacjach), bieg na 200 metrów (odpadł w eliminacjach)
- Fotis Stefani – skok o tyczce (26. miejsce)
- Marios Chadziandreu – trójskok (39. miejsce)

## Łucznictwo
Mężczyźni
- Simos Simonis – konkurs indywidualny (74. miejsce)

## Pływanie
Mężczyźni
- Stawros Michailidis – 50 metrów stylem dowolnym (20. miejsce), 100 metrów stylem dowolnym (44. miejsce)
- Charalambos Panajidis – 100 metrów stylem klasycznym (42. miejsce)

## Strzelectwo
Mężczyźni
- Dimitrios Lordos – trap (33. miejsce)
- Andonis Nikolaidis – skeet (25. miejsce)

## Zapasy
Mężczyźni
- Konstandinos Iliadis – waga do 74 kg w stylu wolnym (nie ukończył)

## Żeglarstwo
Mężczyźni
- Nikolas Epifaniu, Petros Elton – jacht dwuosobowy (31. miejsce)